# Cerfone
Le Cerfone est un torrent des provinces d'Arezzo en Toscane et de Pérouse en Ombrie.

## Géographie
Le Cerfone naît au mont Il Castello à une altitude de 1414 m. Affluent de droite du fleuve Tibre  à la frazione de Lerchi (Città di Castello). Il reçoit par la gauche les eaux du torrent Sovara grossi par les eaux du torrent Lubbia et du rio de la Teverina.